# スネクマ M53

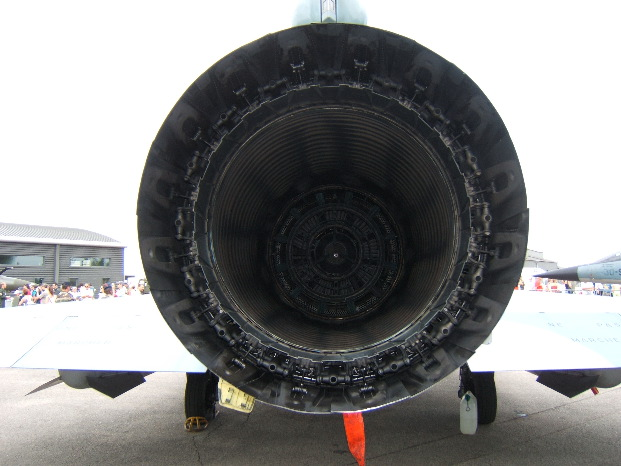
ミラージュ 2000に搭載されたM53

M53はスネクマが戦闘機ダッソー ミラージュ 2000のために開発したターボファンエンジンである。
最新機種のミラージュ 2000-5やマルチロールファイターのミラージュ 2000-9といった世界8か国の空軍で運用されているミラージュ 2000シリーズの動力源である。前身の同社製アター9Cと9Kによく似ており、1軸のシャフトで全ての圧縮機を駆動させる基本構造は同じだが、それ以外の点では新しく設計されている。
同世代の戦闘機に搭載されたターボファンエンジンでは2軸式が一般化しており、最初の試作品が生産された1970年代の当時としても1軸式は旧型となりつつあった。2軸式は1軸式よりも維持管理の手間が多いが、モジュラー構成を変更した際にサブアセンブリーあるいはモジュールの測定を必要としないなど、非常にメンテナンスを簡素化できるというメリットがあり、部品交換や点検など作業に関するコスト削減が期待できたためである。本エンジンの圧縮機の静翼の角度は可変式ではなく動く部品がないなど、全般において単純な構造を採用している。そのため、パイロットにとって扱いやすいエンジンであり、この特性は戦闘時に重要である。

## シリーズ

### M53
1970年2月から最初の試作機が20基製造され、同年8月に二次生産が行われた。10月の試験の結果、M53は最大(50.96 kN )の推力を達成した。また、1971年9月にはアフターバーナー使用時に(83.43 kN)を達成し、1973年7月にはM53をシュド・カラベルに懸架して飛行試験が行なわれた。1974年12月にはミラージュF1に搭載されて高速試験が行われている。

### M53-2
M53の最初の派生系である。ミラージュF1、ミラージュ4000とミラージュ2000の試作機に搭載された。
- 空気流量: 84 kg/s 10 200 tr/min.
- 低圧圧縮機での圧縮比： 0.32
- 高圧圧縮機も合わせた圧力: 8.5 bar
- アフターバーナー使用時の推力: 83.36 kN
- ドライ（ミリタリー）時の推力: 54.92 kN

### M53-5
1980年から1985年に生産されたM53の改良型。ミラージュ2000Cの初期型で使用された。
- 空気流量: 85 kg/s with 10 500 tr/min
- 高圧圧縮機も合わせた圧力: 9.3 bar
- アフターバーナー使用時の推力: 88.21 kN
- ドライ（ミリタリー）時の推力: 54.4 kN

### M53-P2

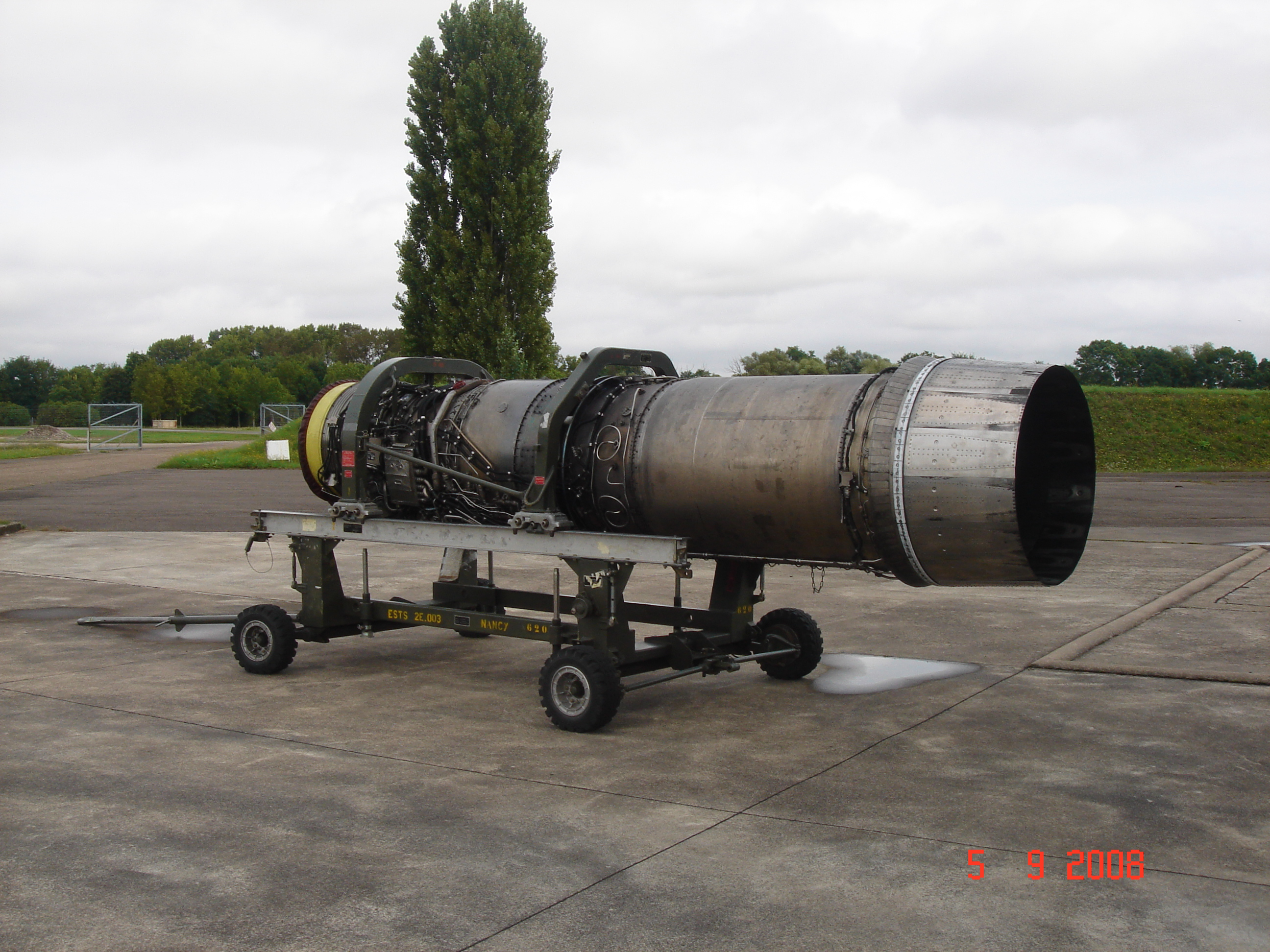
M53-P2

当初はM53-7とよばれていた。より強力なエンジンを求める要望に応じて1980年に開発が開始された。1984年からミラージュ2000N（核兵器の運用能力を持った戦略爆撃機型）用に生産が始められたほか、後にはミラージュ2000Cの後期型やミラージュ2000-5にも搭載されたほか、既存のミラージュ2000CもM53-5から換装している。生産は2005年に終了したが、このエンジンのアフターサービスは2030年まで続けられる予定である。
- 空気流量:86 kg/s with 10 600 tr/min
- 低圧圧縮機での圧縮比: 0.4
- 高圧圧縮機も合わせた圧力: 9.8 bar
- アフターバーナー使用時の推力: 95.13 kN
- ドライ（ミリタリー）時の推力: 64.35 kN

### M53-P20
アフターバーナー時の推力を98.06 kN（約10.0 t）まで高めたM53-P2の改良型だが、生産はされなかった。

### M53-PX3
TCO（総保有コスト）を抑えることを主眼において開発された改良型で、あえてタービン入口温度を下げることで効率では妥協しながらも、部品ごとの負担を抑え寿命を延長することを目的としている。のちに、基本性能向上のため、推力を8～10％増加させると同時にエンジンを軽量化するという要望が加えられた。この派生型は2002年に開発が決定され、2003年から開発が開始されたが、途中で方針が転換され実際には計画は進まなかった。そのため、FADEC等を含む1/4の部品をラファール搭載の新型エンジンM88をもとにしたものに置き換えられたものとなった。この派生型は現在8ヶ国の空軍で使用されている。

## 詳細

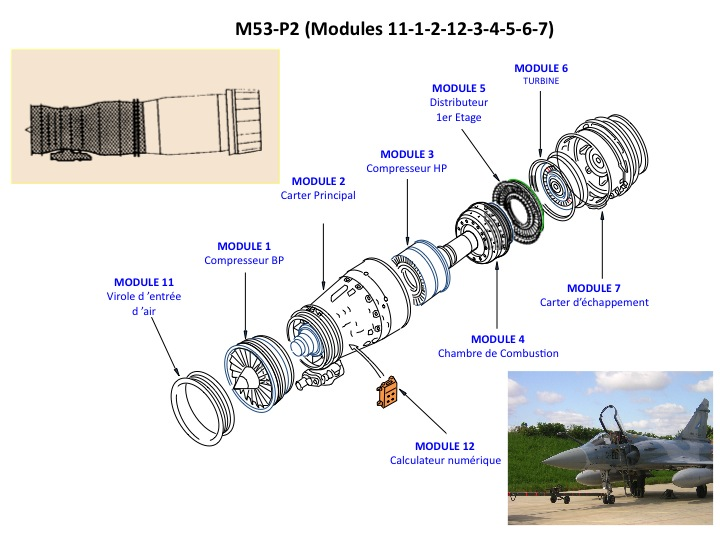
スネクマM53（アフターバーナーを除く）のモジュール。

M53は12のモジュールで構成される。

### 低圧圧縮器
3段式で軸流式であり、ファンを兼ねる。圧縮後の空気の温度は100～150℃で圧力は3barである。空気流量の74%がバイパスされ26%が高圧部に送られる。

### 高圧圧縮器
5段式で軸流式であるが、静翼の角度は変えられない。4度から5度間隔で緩衝装置とともに配置されている。高圧部はチタン合金製(TA6V)で空気の温度は300℃に達する。

### 燃焼器
アンニュラー型を採用、プラット＆ホイットニー社製に似ている。煙を出さないように配慮されている。耐熱合金で出来ており、空気と燃料で冷却される。燃焼温度は2000℃に達し、タービンには1260℃で送られる。

### タービン
2段軸流式で翼から空気を流して冷却している。耐熱性の合金(NW12KCA)で出来ている。燃焼ガスはタービンを通過する事により圧力は9から3bar、温度は1260℃から850-900℃に下がる。

### アフターバーナー

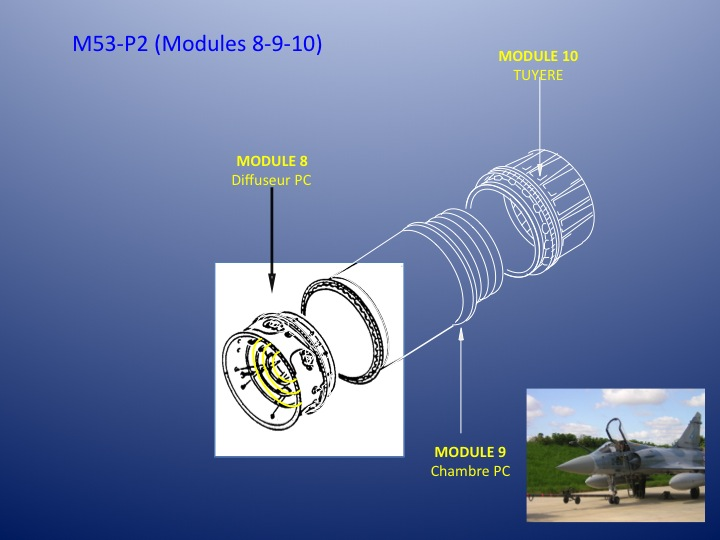
スネクマM53のアフターバーナー部分のモジュール。

耐熱性の3段の環状になっている装置から燃料が噴射される。燃料噴射環は空気で冷却される。ガスの温度は約850℃から1600℃まで上昇する。

### 補機
圧縮機の下にギアボックスがあり駆動される。

### 制御
電子制御装置(FADEC)によって制御されている。

## 搭載機
M53は9ヶ国の空軍のミラージュ2000で使用され、1999年1月にスネクマは675基のM53を出荷を達成した。2002年7月にはブラジル向けのM53-P2の受注を逃したが、2007年4月644基1110000時間運用を達成した。
この他にはミラージュ4000にも2基搭載されたが、こちらは試作機が1機作られただけで開発は中止された。

## 仕様(M53-P2)
- 種類:アフターバーナー付１軸式ターボファンエンジン
- 全長:5,070 mm (199.60 in)
- 直径:796 mm (31.33 in) inlet
- 重量:1,515 kg (3,340 lb)
- 圧縮機：8段軸流式（低圧3段、高圧5段）
- バイパス比: 0.36:1
- タービン：2段軸流式
- 推力：
  - 64 kN (14,300 lbf) ミリタリー推力
  - 95 kN (21,384 lbf) アフターバーナー使用時
- 推力重量比：6.4:1
- 圧縮比：9.8:1
- 燃費：0.90 lb/(lbf•h) military thrust

|        | 全長     | 直径     | 重量     | 推力     | 燃料消費率  |
| ------ | -------- | -------- | -------- | -------- | ----------- |
| M53-2  | 4,853 mm | 1,055 mm | 1,420 kg | 54.92 kN | 24.64 mg/Ns |
| M53-5  | 4,853 mm | 1,055 mm | 1,470 kg | 54.40 kN | 24.64 mg/Ns |
| M53-P2 | 5,070 mm | 1,055 mm | 1,500 kg | 64.35 kN | 25.55 mg/Ns |